# Brunsvigia undulata
Brunsvigia undulata är en amaryllisväxtart som beskrevs av Frances Margaret Leighton. Brunsvigia undulata ingår i släktet Brunsvigia och familjen amaryllisväxter.
Artens utbredningsområde är KwaZulu-Natal. Inga underarter finns listade i Catalogue of Life.